# Leptoderes ornatipennis
Leptoderes ornatipennis är en insektsart som beskrevs av Jean Guillaume Audinet Serville 1838. Leptoderes ornatipennis ingår i släktet Leptoderes och familjen vårtbitare. Inga underarter finns listade i Catalogue of Life.